# 마츠자카 토리
마츠자카 토리(松坂 桃李, 1988년 10월 17일~)는 일본의 배우, 모델이다. 가나가와현 지가사키시 출신. 탑코트 소속. 신장은 183cm, 혈액형은 A형이다. 배우자는 동갑내기 여배우의 토다 에리카이다.

## 약력
2008년 친구의 권유로 응모한 〈챌린지 FB 모델 2008 오디션〉에서 그랑프리를 수상하고, 잡지 〈FINEBOYS〉의 전속 모델로 연예 활동을 시작했다.  동시에 탑 코트의 양성소 〈Artist ★ Artist〉의 제8기생으로 입소했다.
2009년에 「슈퍼 전대 시리즈」 제33편  《사무라이전대 신켄저》의 시바 타케루 / 신켄 레드 역으로 배우 데뷔. 동시에 드라마 첫 주연을 완수했다. 또한 이 작품의 극장판에서 영화 첫 출연·첫 주연이다.
2010년 4월부터 2011년 3월까지 《마음을 흔드는! 선배 ROCK YOU》로 버라이어티 프로그램의 레귤러 첫 출연을 하였다. 좀처럼 발언 못하고 여러 번 기회를 준 카토 코지에게 폐를 끼친 것을 사과되어 있지 않았기 때문에 후회했다
2011년 공개된 영화 《고독사》, 《우리들은 세계를 바꿀 수 없다》로 제85회 키네마 준보 베스트 텐  신인 남우상, 제33회 요코하마 영화제 최우수 신인상을 수상했다.
2012년 NHK 드라마 《우메짱 선생》에서 연속 TV 소설 첫 출연. 동년 공개의 영화 《츠나구》로 제25회 닛칸 스포츠 영화 대상 이시하라 유지로 신인상과 제36회 일본 아카데미상 신인 배우상, 제22회 일본 영화 비평가 대상 남우주연상을 수상했다.
2014년 NHK 《군사 칸베에》에서 쿠로다 나가마사 역으로 대하드라마 첫 출연. 2016년 영화 《패딩턴》의 주인공 패딩턴의 더빙을 담당했다.
2018년 공개된 영화 《고독한 늑대의 피》로 제42회 일본 아카데미상과 제92회 키네마 준보 베스트 텐 최우수 남우조연상을 수상했다.
2019년에는 주연 영화 《신문기자》로 제43회 일본 아카데미상 최우수 남우주연상을 수상했다.

## 개인사
2020년 12월 10일, 동갑내기의 여배우 토다 에리카와 결혼한 것을 각각 소속사를 통해 보고했다.

## 인물·기호·에피소드
- 이름인 〈토리(桃李)〉라는 이름은, 중국의 역사가 사마천의 〈사기(史記)〉에 나온 “복숭아나 자두 나무는 아무 말도 하지 않지만, 그 아래에는 자연과 사람이 모이고 길이 생긴다”(桃李不言下自成蹊, とうりものいわざれども、したおのづからこみちをなす)는 의미와,[16][17][18] 중국의 고사성어 “벗꽃, 매화, 복숭아. 자두 다 꽃잎과 열매가 다르듯 각자개성이 있다”(桜梅桃李, おうばいとうり)[5][19] 두 가지의 의미에서 유래한다. 전자는 ‘덕이 많고 누구에게나 사랑받는 사람’(徳のある誰からも慕われる人)이 되길 바란다는 아버지의 바람이며,[16] 후자는 ‘나다운 것을 소중히 여기라’(自分らしさを大切に)라는 어머니의 바람대로 이름이 붙여진 것이다.[19][16][18]

- 가족에 관해서는 누나와 여동생이 있으며,[2] 아버지는 대학에서 심리학을 가르치고 있다.[20]

- 왼손잡이이다.[21] 《사무라이전대 신켄쟈》에서 시바 타케루 역을 맡았을 때에는[7] 오른손으로 연기했다.[21]

- 친구가 적고,[22] 혼자서 영화관이나 노래방, 불고기를 먹으가는 것도 전혀 아무렇지 않다고 말하고 있다.[23]

- 마츠자카가 다니던 중학교 2학년에 마츠우라 아야가 재학 중에 있었다.[24] 2021년 공개된 영화 《그 시절》에서는 원작자로서 마츠우라을 계기로 헬로! 프로젝트의 팬이 된 주인공 츠루기 미키토 역을 연기했다.[25]

- 연예 활동을 시작할 때는 대학 재학 중으로, 2학년 휴학 중 배우로서 살아가겠다는 결심으로 부모의 반대를 뿌리치고 퇴학했다.[26] 나중에 이 것을 〈인생 최대의 결단〉이라고 회고하면서,[26] 후회는 하지 않는다고 발언했다. 또한 동경의 배우로는 츠츠미 신이치, 아베 히로시, 니시다 토시유키을 꼽고 있다.[주 1]

- 〈원피스〉의 광팬으로,[27] 원작자 오다 에이치로로부터 사인을 받은 적도 있다.[28] 〈슬램덩크〉도 좋아해,[29] 영향을 받아 중학교 시절은 농구부에 소속해 있었다.[주 1]

- BUMP OF CHICKEN의 광팬이며,[30] 2014년에 그들의 투어 다큐멘터리 영화 《BUMP OF CHICKEN 「WILLPOLIS 2014」 극장판》에서 성우로 출연했다.[31]

- 좋아하는 음식은 참치와 오므라이스이다.[2] 미지의 생물과 UFO에 대한 관심이 강하다.[32]

- 〈유☆희☆왕〉을 좋아하며, 처음에는 공식 카드 게임 쪽을 모으고 있었지만, 나중에 안드로이드 게임 〈유희왕 듀얼 링크스〉를 시작한 것을 계기로 재연 무과금으로 게임 내 최고 등급인 ‘듀얼 킹’의 칭호를 손에 넣기까지 이르렀다.[33] 또한 사무실의 후배인 스다 마사키의 라디오에 출연했을 때[34] 영화의 선전 무시로 유희왕의 이야기를 하는 것이 항례가 되어, 마츠자카가 게스트로 왔을 때 전적 코너 〈스다★희★왕〉이 존재한다.[35]

- 2009년 1월 30일부터 〈공식 블로그 M-Storiy〉을 개설하고 있었지만, 25세의 생일인 2013년 10월 17일에 폐지.[36] 그 후 2015년 9월 6일부터 트위터를 시작했다.[37]

## 출연 작품
역할의 굵은 표시는 주연 작품

### 영화
| 개봉일자         | 제목                                         | 역할                    | 배급사                            | 비고            |
| ---------------- | -------------------------------------------- | ----------------------- | --------------------------------- | --------------- |
| 2009년 8월 8일   | 사무라이전대 신켄쟈 은막판 승패의 갈림전     | 시바 타케루 / 신켄 레드 | 도에이                            |                 |
| 2010년 1월 30일  | 사무라이전대 신켄저 vs. 고온저: 은막 BANG!!  | 시바 타케루 / 신켄 레드 | 도에이                            |                 |
| 2011년 1월 22일  | 천장전대 고세이저 vs. 신켄저: 에픽 온 은막   | 시바 타케루 / 신켄 레드 | 도에이                            |                 |
| 2011년 9월 23일  | 우리는 세상을 바꿀 수 없다                   | 혼다 미츠루             | 도에이                            |                 |
| 2011년 11월 19일 | 고독사                                       | 마츠이 신타로           | 쇼치쿠                            |                 |
| 2012년 1월 28일  | 기린의 날개~극장판·신참자~                   | 아오야기 유토           | 도호                              |                 |
| 2012년 6월 4일   | 굿 커밍~토오루와 고양이, 가끔 고양이         | 토오루                  | 소니 뮤직 레코즈                  |                 |
| 2012년 9월 22일  | 왕과 나                                      | 미키히코                | 유나이티드 엔터테인먼트           | [ 38 ]          |
| 2012년 10월 6일  | 츠나구                                       | 시부야 아유미           | 도호                              |                 |
| 2012년 12월 8일  | 오늘, 사랑을 시작합니다                      | 츠바키 료타로           | 도호                              |                 |
| 2013년 8월 24일  | 갓챠맨                                       | 독수리 켄               | 도호                              |                 |
| 2013년 11월 9일  | 풍속에 갔더니 인생이 바뀌었다www             | 신사쿠                  | 세딕 인터네셔널·덴츠              |                 |
| 2014년 3월 29일  | 팀 바티스타 FINAL 케르베로스의 초상          | 타키자와 히데키         | 도호                              |                 |
| 2014년 5월 31일  | 만능감정사Q -모나리자의 눈동자-              | 오가사와라 유토         | 도호                              |                 |
| 2014년 12월 5일  | BUMP OF CHICKEN “WILLPOLIS” 2014 극장판      | 모리 (목소리)           | 도호                              | 다큐멘터리 영화 |
| 2015년 1월 31일  | 마에스트로!                                  | 코사카 신이치           | 쇼치쿠 / 아스믹 에이스            |                 |
| 2015년 4월 1일   | 거짓말은 자란다                              | 마키노 와타루           | 도호                              |                 |
| 2015년 8월 8일   | 일본의 가장 긴 날                            | 하타나카 소좌           | 쇼치쿠 / 아스믹 에이스            |                 |
| 2015년 9월 5일   | 피스 오브 케이크                             | 오카노 텐짱             | 쇼게이트                          | [ 39 ]          |
| 2015년 10월 10일 | 도서관 전쟁 THE LAST MISSION                 | 테즈카 사토시           | 도호                              |                 |
| 2015년 11월 7일  | 극장판 MOZU                                  | 곤도 츠요시             | 도호                              |                 |
| 2016년 1월 9일   | 인생의 약속                                  | 사와이 타쿠             | 도호                              |                 |
| 2016년 8월 6일   | 비밀 THE TOP SECRET                          | 스즈키 카츠히로         | 쇼치쿠                            |                 |
| 2016년 9월 22일  | 사나다 10용사                                | 사와이 타쿠야           | 쇼치쿠 / 닛카쓰                   |                 |
| 2016년 10월 29일 | 행복 목욕탕                                  | 무카이 타쿠미           | 클락 웍스                         |                 |
| 2016년 10월 29일 | 데스노트: 더 뉴 월드                         | 사신 베포 (목소리)      | 워너 브라더스 영화                | [ 40 ]          |
| 2017년 1월 28일  | 기적: 그 날의 소비토                         | JIN                     | 도에이                            |                 |
| 2017년 9월 23일  | 유리고코로                                   | 료스케                  | 도에이 / 닛카쓰                   |                 |
| 2017년 10월 28일 | 이름없는 새                                  | 미즈시마                | 클락 웍스                         |                 |
| 2018년 2월 1일   | 불능범                                       | 우소부키 타다시         | 쇼게이트                          |                 |
| 2018년 4월 6일   | 콜보이                                       | 모리나카 료             | 팬텀 필름                         |                 |
| 2018년 5월 12일  | 고독한 늑대의 피                             | 히오카 슈이치           | 도에이                            |                 |
| 2019년 5월 17일  | 이네무리 이와네                              | 사카자키 이와네         | 쇼치쿠                            |                 |
| 2019년 6월 28일  | 신문기자                                     | 스기하라 타쿠미         | 스타 샌즈 / 이온 엔터테인먼트     |                 |
| 2019년 10월 4일  | 꿀벌과 천둥                                  | 타카시마 아카시         | 도호                              |                 |
| 2020년 12월 18일 | 약속의 네버랜드                              | 수수께끼의 남자         | 도호                              |                 |
| 2020년 9월 18일  | 귀를 기울이면                                | 아마사와 세이지         | 쇼치쿠 / 소니 픽처스 엔터테인먼트 |                 |
| 2021년 2월 19일  | 그 시절                                      | 츠루기 미키토           | 팬텀 필름                         |                 |
| 2021년 5월 21일  | 생명의 정거장                                | 노로 세이지             | 도에이                            |                 |
| 2021년 8 월 20일 | 고독한 늑대의 피 LEVEL 2                     | 히오카 슈이치           | 도에이                            |                 |
| 2021년 9월 23일  | 공백                                         | 아오야기 나오토         | 스타 샌즈 / KADOKAWA              |                 |
| 2022년 5월 13일  | 유랑의 달                                    | 사에키 분               | 가가                              |                 |
| 2023년 10월 13일 | 유토리입니다만 무슨 문제 있습니까 인터내셔널 | 카마즈 마즈토요         | 도호                              |                 |

### 텔레비전 드라마
| 방송일자                          | 제목                                                                                     | 역할                    | 방송사              | 비고                         |
| --------------------------------- | ---------------------------------------------------------------------------------------- | ----------------------- | ------------------- | ---------------------------- |
| 2009년 2월 15일 ~ 2010년 2월 7일  | 사무라이전대 신켄쟈                                                                      | 시바 타케루 / 신켄 레드 | TV 아사히           | 데뷔작                       |
| 2009년 7월 12일·19일              | 가면라이더 디케이드 제24화·제25화                                                        | 시바 타케루 / 신켄 레드 | TV 아사히           |                              |
| 2010년 4월 6일 ~ 6월 22일         | 팀 바티스타2 제너럴 루주의 개선                                                          | 타키자와 히데키         | 간사이 TV / 후지 TV |                              |
| 2010년 7월 8일 ~ 9월 16일         | GOLD                                                                                     | 후지 TV                 | 사오토메 코우       |                              |
| 2010년 10월 8일 ~ 12월 17일       | 클론 베이비                                                                              | 키쿠치 히로             | TBS                 |                              |
| 2011년 1월 2일                    | 팀 바티스타 스페셜 2011 ~안녕 제너럴! 천재 구명의는 사랑하는 사람을 구할 수 있을 것인가~ | 타키자와 히데키         | 간사이 TV / 후지 TV |                              |
| 2011년 4월 24일 ~ 7월 3일         | 아스코마치~아스카 공업 고교 이야기~                                                      | 요코야마 아루토         | TV 아사히           |                              |
| 2011년 9월 1일                    | 명탐정 코난 쿠도 신이치에게로의 도전장 제9화                                             | 핫토리 헤이지           | 요미우리 TV         |                              |
| 2011년 10월 28일 ~ 12월 23일      | 괴도로얄                                                                                 | 카미무라 레이           | TBS                 |                              |
| 2011년 11월 27일                  | 해적전대 고카이저 제40화                                                                 | 시바 타케루 / 신켄 레드 | TV 아사히           |                              |
| 2012년 4월 12일                   | 명탐정 코난 드라마 스페셜 쿠도 신이치 교토 신선조 살인사건                               | 핫토리 헤이지           | 요미우리 TV         |                              |
| 2012년 4월 2일 ~ 9월 29일         | 연속 TV 소설 〈우메짱 선생〉                                                             | 야스오카 노부로         | NHK                 |                              |
| 2012년 10월 13일·20일             | 우메짱 선생 ~결혼 못하는 남자와 여자 스페셜~                                             | 야스오카 노부로         | NHK BS 프리미엄     |                              |
| 2012년 10월 7일·14일              | 능선의 저쪽으로 ~아버지와 아들의 일본 항공기 추락사고~                                   | 오구라 코타로           | WOWOW               |                              |
| 2013년 4월 5일                    | 금요 로드SHOW! 특별 기획 〈리버스 ~경시청 수사 1과 팀 Z~〉                               | 에가미 토오루           | NTV                 |                              |
| 2013년 4월 19일 ~ 6월 21일        | TAKE FIVE ~우리는 사랑을 훔칠 수 있을까~                                                 | 니이미 하루토           | TBS                 |                              |
| 2013년 9월 17일                   | 꽃사슬                                                                                   | 키타가미 코이치         | 후지 TV             |                              |
| 2013년 10월 2일 ~ 12월11일        | 단다린 노동기준감독관                                                                    | 미나미산조 카즈야       | NTV                 |                              |
| 2013년 10월 12일                  | 기묘한 이야기 '13 가을 특별편 〈어느 날, 폭탄이 떨어져서〉                               | 토오야마 사토시         | 후지 TV             |                              |
| 2013년 11월 10일                  | 드라마 W 〈치킨레이스〉                                                                  | 이구치 히로키           | WOWOW               |                              |
| 2014년 1월 5일 ~ 12월 21일        | 대하드라마 〈군사 칸베에〉                                                               | 쿠로다 나가마사         | NHK                 |                              |
| 2014년 12월 1일                   | 월요일 골든 특별 기획 〈전맹의 내가 변호사가 된 이유, 실화에 근거한 감동 서스펜스!〉     | 오카치 켄스케           | TBS                 |                              |
| 2015년 10월 5일                   | 드라마 특별 기획 도서관 전쟁 BOOK OF MEMORIES                                            | 테즈카 사토시           | TBS                 |                              |
| 2015년 10월 20일 ~ 12월 15일      | 사이렌 형사×그녀×완전 악녀                                                               | 사토미 시노부           | 후지 TV             |                              |
| 2015년 11월 20일                  | 금요 로드SHOW! 특별 드라마 기획 〈시각탐정 히구라시 타비토〉                             | 히구라시 타비토         | NTV                 |                              |
| 2016년 4월 17일 ~ 6월 19일        | 유토리입니다만, 무슨 문제 있습니까                                                       | 야마지 카즈토요         | NTV                 |                              |
| 2017년 1월 22일 ~ 3월 19일        | 시각탐정 히구라시 타비토                                                                 | 히구라시 타비토         | NTV                 |                              |
| 2017년 7월 2일·9일                | 유토리입니다만, 무슨 문제 있습니까 준마이긴조 순정편                                     | 야마지 카즈토요         | NTV                 |                              |
| 2017년 10월 2일 ~ 2018년 3월 31일 | 연속 TV 소설 〈와로텐카〉                                                                | 키타무라 토키치         | NHK                 |                              |
| 2018년 7월 15일 ~ 9월 16일        | 이 세상의 한 구석에                                                                      | 호죠 슈사쿠             | TBS                 |                              |
| 2014년 1월 5일 ~ 12월 21일        | 대하드라마 〈이다텐 ~도쿄 올림픽 이야기~〉                                               | 이와타 유키아키         | NHK                 |                              |
| 2019년 4월 16일 ~ 6월 25일        | 퍼펙트 월드                                                                              | 아유카와 이츠키         | 후지 TV             |                              |
| 2020년 3월 1일                    | 미소짓는 사람                                                                            | 니토 토시미             | TV 아사히           |                              |
| 2020년 12월 26일                  | 4가지 불가사의한 이야기 ~초자연적 미스터리 드라마 SP                                     | 키시모토 히로키         | 후지 TV             | 4편의 옴니버스 스페셜 드라마 |
| 2021년 4월 24일 ~ 5월 29일        | 지금 여기 있는 위험과 나의 호감도에 대해서                                               | 칸자키 신               | NHK                 |                              |
| 2021년 4월 30일 ~ 6월 18일        | 그때 키스했더라면                                                                        | 모모치 노조무           | TV 아사히           |                              |

### 무대
| 공연일자                                                                   | 제목                                         | 역할              | 공연장소                                                                                           | 비고                  |
| -------------------------------------------------------------------------- | -------------------------------------------- | ----------------- | -------------------------------------------------------------------------------------------------- | --------------------- |
| 2011년 1월 7일 ~ 1월 16일                                                  | 은하 영웅 전설                               | 라인 하루토       | 아오야마 극장                                                                                      |                       |
| 2012년 5월 9일 ~ 6월 3일                                                   | 낭독극 〈미야자와 겐지가 전하는 것〉         |                   | 세타가야 공공 극장                                                                                 |                       |
| 2013년 4월 13일 ~ 5월 2일·2013년 5월 7일 ~ 5월 12일                        | 노쿠니 셰익스피어 시리즈 제27탄 〈헨리 4세〉 | 하루 왕자         | 노쿠니 사이타마 예술 극장 / 우메다 예술 극장 극장 드라마 시티                                      | 연출: 니나가와 유키오 |
| 2014년 1월 7일 ~ 2월 2일·2월 7일 ~ 2월 19일                                | 사나다 10용사                                | 키리가쿠레 사이조 | 아오야마 극장 / 우메다 예술 극장 메인 홀                                                           | [ 44 ]                |
| 2014년 8월 29일 ~ 9월 14일·9월 18일 ~ 9월 21일                             | HISTORY BOYS                                 | 데이킨            | 세타가야 공공 극장 / 모리노미야 필로티 홀                                                          | [ 45 ]                |
| 2016년 8월 26일 ~ 9월 4일·2016년 9월 7일 ~ 11일·2016년 9월 14일 ~ 9월 15일 | 콜보이                                       | 모리나카 료       | 도쿄 예술 극장 극장 / 우메다 예술 극장 극장 드라마 시티 / 쿠루메시티 플라자 더 그랜드 홀           | 연출: 미우라 다이스케 |
| 2018년 6월 29일 ~ 7월 1일·7월 4일 ~ 8일·7월 13일 ~ 29일                    | 맥고완·트릴로지                              | 빅터 마쿠가완     | 호노쿠니 토요하시 예술극장 PLAT 주 홀 / 효고현립 예술 문화 센터 한큐 중홀 / 세타가야 공공 극장     | [ 48 ]                |
| 2019년 2월 8일 ~ 24일·3월 2일 ~ 3일·3월 7일 ~ 11일                         | 헨리 5세                                     | 헨리 5세          | 사이노쿠니 사이타마 예술 극장 / 센다이은행 홀 이즈미티 21 대홀 / 우메다 예술 극장 극장 드라마 시티 |                       |

### 극장판·TV 애니메이션
| 개봉/방송일자    | 제목                 | 역할            | 배급사/방송사          | 비고              |
| ---------------- | -------------------- | --------------- | ---------------------- | ----------------- |
| 2012년 1월 21일  | 닷핵 세계의 저편으로 | 타나카 쇼       | 아스믹 에이스          | 극장판 애니메이션 |
| 2014년 11월 29일 | 호두까기 인형        | 프릿츠/프란츠   | 산리오 / 아스믹 에이스 | 극장판 애니메이션 |
| 2019년 9월 20일  | HELLO WORLD          | 카타가키 나오미 | 도호                   | 극장판 애니메이션 |

### 외화 더빙
| 개봉일자        | 제목        | 역할                | 배급사/방송사    | 비고                          |
| --------------- | ----------- | ------------------- | ---------------- | ----------------------------- |
| 2016년 1월 15일 | 패딩턴      | 패딩턴 (벤 위쇼 분) | 키노 필름        | 영국·미국 영화, 일본어판 더빙 |
| 2018년 1월 19일 | 패딩턴 2    | 패딩턴 (벤 위쇼 분) | 키노 필름        | 영국·미국 영화, 일본어판 더빙 |
| 2021년 3월 26일 | 몬스터 헌터 | 헌터 (토니 자 분)   | 도호 / 도호 도와 | 미국 영화, 일본어판 더빙      |

### 게임
- 슈퍼 전대 배틀 다이스오 (2010년, 반다이) - 신켄 레드 역
- 드래곤 퀘스트 히어로즈 어둠 암룡과 세계수의 성 (2015년 2월 26일, 스퀘어 에닉스) - 액트 역
- 드래곤 퀘스트 히어로즈 II 쌍둥이의 왕이 예언의 끝 (2016년 5월 27일, 스퀘어 에닉스) - 액트 역

### WEB·전달 드라마
- 야마기시입니다만, 무슨 문제 있습니까 (2017년 7월, hulu) - 야마지 카즈토요 역
- 불능범 (2017년 12월 22일, dTV) - 우소부키 타다시 역

### WEB 영화
- DEATH GAME PARK (2010년 4월 ~ , BeeTV) - 토쿠나가 쇼타 역[주 8]
- 운명의 사람 (2010년 4월 ~ , 힐즈 다이어트 쇼트 무비) - 하야세 역
- 여신의 장난 ~갑자기 어른이 된 나~ (2011년 3월 20일 ~ , BeeTV) - 히데유키·타쿠미 역 (이역)

### 오리지널 비디오
- 텔레비전 매거진 응모자 전원 서비스 DVD 〈사무라이전대 신켄쟈 스페셜 DVD 빛나는 사무라이의 놀라운 변신〉 (2009년, 도에이 비디오) - 시바 타케루 / 신켄 레드 역
- 돌아온 사무라이전대 신켄쟈 특별막 (2010년 6월 21일 출시, 도에이 비디오) - 시바 타케루 / 신켄 레드 역

## 그 외 출연

### 다큐멘터리
- 레오나르도 다빈치 전 특별 프로그램 천재의 초상화 ~TAKE FIVE가 도전한 다빈치의 신비~ (2013년 5월 3일, TBS) - 네비게이터[51]
- 인생 디자인 U-29 (2015년 3월 30일 ~ 2018년 3월 27일, NHK E 텔레) - 내레이션
- 종전 70년 다큐멘터리 기획 〈우리에게 전쟁을 가르쳐주세요〉 (2015년 8월 15일, 후지 TV) - 네비게이터[52]
- 마츠자카 토리 아득한 실크로드 여행 (2017년 6월 4일, BS-TBS) - 네비게이터[53]
- 네코멘터리 특별편 요로 센세이와 가마쿠라에 사는 (전편) (2020년 5월 31일, NHK E 텔레) - 낭독

### 버라이어티
- 마음을 흔드는! 선배 ROCK YOU (2010년 4월 ~ 2011년 3월, NTV)[54]
- 토요일 프리미엄 로봇 파이터 (2015년 2월 14일, 후지 TV) - 네비게이터[55]

### 라디오
- all night nippon-r 마츠자카 토리 (2010년 10월 23일, 닛폰 방송)
- 마츠자카 토리의 올 나이트 닛폰 GOLD ~영화 〈갓챠맨〉 SP~ (2013년 7월 31일, 닛폰 방송)
- 마츠자카 토리의 올 나이트 닛폰 GOLD ~영화 〈거짓말은 자란다〉 SP~ (2015년 3월 27일, 닛폰 방송)
- 마츠자카 토리의 올 나이트 닛폰 GOLD (2019년 1월 18일, 닛폰 방송)
- 마츠자카 토리의 올 나이트 닛폰 (2021년 8월 24일, 닛폰 방송)[56]

### 광고 (CM)
- 반다이
- 신켄쟈 변신 컬렉션 (2009년)
- 캐릭터 데코레이션 크리스마스 (2009년)
- 세이카 〈사무라이 전대 신켄쟈 코로코로 큐브 퍼즐〉 (2009년)
- 프리마 햄 〈신켄쟈 소시지〉 (2009년)
- 코모리 수제 도시락 시리즈 (2009년)
- 지요다 〈CEDAR CREST〉 (2010년 9월 ~ )
- 109men's 이미지 캐릭터 (2011년)
- 하우스식품
  - 고추의 힘 (2011년)
  - 더·호텔 카레 (2012년 ~ )
- 미츠보시 식감 (2013년 ~ )
- 홋카이도 스튜 (2015년 8월 ~ )
- 홋카이도 퐁듀 스튜 (2020년 9월 ~ )
- 써클 K 썬크스 〈Cherie Dolce〉 (2011년)
- 롯데
  - ACUO껌 (2012년)
  - 듀얼 (2013년)
  - 가나 밀크 초콜릿 (2013년)
  - 쿠릿슈 (2016년 5월)
- 미츠비시 UFJ 니코스 〈MUFG 카드 골드〉 (2017년 7월 ~ )
- PUMA 재팬 〈PUMA PLAY TIME〉 (2012년)
- 포카 삿포로 식품 & 음료
  - 히라메키 커피 (2013년)
  - 아로 맥스 판타지 (2013년 3월 ~ )
- 아사히 신문 〈아사히 신문 디지털〉 (2013년 2월)
- 미츠이쇼핑파크 〈라라포트〉(2013년 4월 ~ )
- 삿포로 맥주 〈보리와 호프〉 (2013년 6월)
- NTT 도코모
- d 조회수 (2013년 8월 ~ )
- d 패션 (2013년 11월 ~ )
- 도코모 히카리 (2015년 2월 ~ )
- 다이와 하우스 공업 (2014년 7월 ~ )
- 기린 베버리지 〈플라즈마 유산균〉 (2014년 12월 ~ 2015년)
- AOKI
  - 쿨 비즈 상품 (2015년 5월 ~ )
  - ORIHICA (2015년 10월 ~ )
- 기린 맥주 〈동결 (츄하이)〉 (2016년 2월)
- 라이온 〈소후란 퀸즈 실크〉 (2016년 7월 ~ )
- 나노·유니버스 (2016년) - 2016년 가을/겨울 시즌 이미지 모델
- JRA 〈HOT HOLIDAYS!〉 (2017년 ~ )
- 메이지 야스다 생명
  - 애프터 서비스 〈나이 차의 형제 시리즈〉 (2017년 ~ )
  - 치매 케어 MCI 플러스 (2020년 2월 ~ )
- 키리시마 주조
  - LET's 누구 그만! 캠페인 (2017년 11월 ~ )
  - 빨간 키리 (2020년 3월 ~ )
- 야쿠르트 혼샤
  - 야쿠르트 400LT (2018년 6월 ~ )
  - 야쿠르트 배달 넷 (2020년 9월 ~ )
- 카오 〈어택 ZERO〉 (2019년 4월 ~ )

## 서적
- 마츠자카 토리 완성 BOOK 〈Toring〉 (2012년 10월 26일, 학연 퍼블리싱)[57]

### 사진집
- 토리 (2009년 10월 17일, 와니북스)
- 길 -TAO- (2011년 10월 25일, 매거진 하우스)[58]
- 망상·마츠자카 토리 (2016년 4월 1일, 와니북스)[59]
- 망상·마츠자카 토리 2 (2018년 5월 2일, 와니북스)[60]
  - 와니북스 연재 〈Theatre TORI (테아토르 토리)〉의 서적화[61]

### 잡지 연재
- 〈FINEBOYS〉 (히노데 출판사) - 전속 모델 & 연재
  - 오모테 마츠자카, 우라토리!"( ~ 2015년 3월호)
  - 마츠자카 토리, 말과 옷. (2015년 4월호 ~ )
- 와니북스 〈+act.mini〉 → 〈+act.〉 「Theatre TORI (테아토르 토리)」 (2011년 10월호 ~ )[61]

### DVD
- TORI MATSUZAKA 1stDVD 통로 (2010년 3월 21일, TOEI COMPANY, LTD.)
- 마츠자카 토리 토리미치 2011 (2012년 6월 22일, TOPCOAT / THE WORKS)

### 소설 표지
- 안녕은 때에 비와 같은 (저자: 미유, 2011년 9월 22일, 슈에이샤 핑키 문고)
- 통학기 -너는 내 곁에 있는- (저자: 미유, 2012년 12월 21일, 슈에이샤 핑키 문고)

## 수상 경력
| 연도   | 시상식                          | 부문                       | 작품                                                                                            | 출처   |
| ------ | ------------------------------- | -------------------------- | ----------------------------------------------------------------------------------------------- | ------ |
| 2011년 | 제85회 키네마 준보 베스트 텐    | 신인 남우상                | 고독사, 우리는 세상을 바꿀 수 없다                                                              | [ 9 ]  |
| 2011년 | 제33회 요코하마 영화제          | 최우수 신인상              | 고독사, 우리는 세상을 바꿀 수 없다                                                              | [ 10 ] |
| 2012년 | 제25회 닛칸 스포츠 영화 대상    | 이시하라 유지로 신인상     | 츠나구, 기린의 날개~극장판·신참자~                                                              | [ 11 ] |
| 2012년 | 제36회 일본 아카데미상          | 신인 배우상                | 츠나구, 기린의 날개~극장판·신참자~, 오늘, 사랑을 시작합니다                                     | [ 12 ] |
| 2012년 | 제22회 일본 영화 비평가 대상    | 남우주연상                 | 츠나구                                                                                          | [ 13 ] |
| 2012년 | 제37회 엘란도르상               | 신인상                     | 빈칸                                                                                            |        |
| 2012년 | 제21회 하시다상                 | 신인상                     | 우메짱 선생                                                                                     |        |
| 2015년 | 제44회 베스트 드레서 시상식     | 20대 부문 (남성)           | 빈칸                                                                                            |        |
| 2015년 | 베스트 스마일 오브 더 이어 2016 | 남자배우 부문              | 빈칸                                                                                            |        |
| 2015년 | 오사카 시네마 페스티벌 2016     | 남우조연상                 | 거짓말은 자란다, 극장판 MOZU, 도서관 전쟁 THE LAST MISSION, 일본의 가장 긴 날, 피스 오브 케이크 | [ 62 ] |
| 2017년 | 제39회 요코하마 영화제          | 남우조연상                 | 이름없는 새                                                                                     | [ 63 ] |
| 2018년 | 제10회 TAMA 영화상              | 최우수 남우주연상          | 고독한 늑대의 피, 이름없는 새, 불능범                                                           | [ 64 ] |
| 2018년 | 제40회 요코하마 영화제          | 남우조연상                 | 고독한 늑대의 피                                                                                | [ 65 ] |
| 2018년 | 제31회 닛칸 스포츠 영화 대상    | 이시하라 유지로 남우주연상 | 콜보이, 불능범                                                                                  | [ 66 ] |
| 2018년 | 제61회 블루 리본상              | 남우조연상                 | 고독한 늑대의 피                                                                                | [ 67 ] |
| 2018년 | 제42회 일본 아카데미상          | 최우수 남우조연상          | 고독한 늑대의 피                                                                                | [ 68 ] |
| 2018년 | 제28회 도쿄 스포츠 영화 대상    | 남우조연상                 | 고독한 늑대의 피                                                                                | [ 69 ] |
| 2018년 | 오사카 시네마 페스티벌 2018     | 남우조연상                 | 고독한 늑대의 피                                                                                | [ 70 ] |
| 2018년 | 제92회 키네마 준보 베스트 텐    | 남우조연상                 | 고독한 늑대의 피                                                                                | [ 71 ] |
| 2019   | 제43회 일본 아카데미상          | 최우수 남우주연상          | 신문기자                                                                                        | [ 72 ] |

### 내용주
1. 1 2  마츠자카 토리 퍼스트 사진집 〈토리〉 인터뷰로부터.
2. ↑  개봉일 기준은 일본에서의 개봉일이다.
3. ↑  스다 마사키와 공동 주연
4. ↑  히로세 스즈와 공동 주연
5. ↑  후지 TV 《정말로 있었던 무서운 이야기》 제작진과 JRA 일본중앙경마회가 팀을 이루어 제작된 하룻밤의 스페셜 드라마이다. 4편의 옴니버스 형식으로 구성. 각 편에서 주연을 맡는 것은 JRA 일본중앙경마회의 CM 캐릭터로, 츠치야 타오, 나카가와 타이시, 아오이 와카나, 야기라 유야 (방송 순서). 그리고 마츠자카 토리, 타카하타 미츠키는 6명이 모이는 전 화 장면에 출연하고 있다.[41][42]
6. ↑  개봉·방송일자 기준은 일본에서의 공개일이다.
7. ↑  개봉일자 기준은 일본에서의 공개일이다.
8. ↑  이노우에 마사히로와 공동 주연

### 참조주
1. 1 2  “마츠자카 토리의 프로필”. 오리콘 연예인 사전. 2012년 1월 18일에 확인함.
2. 1 2 3 4  “히어로 마츠자카 토리 씨가 고른 QuiCooking 즐겨 찾는 생선 요리 레시피 베스트 3”. 2011년 9월 30일에 확인함.
3. 1 2 3 4  “마츠자카 토리의 프로필 히스토리”. 오리콘 연예인 사전. 2012년 1월 18일에 확인함.
4. ↑  “마츠자카 토리, 스다 마사키, 아이바 히로키의 인기 배우 3명이 월간 데☆뷰 표지에 등장! 소속사와의 합작 오디션도 개최”. ORICON STYLE. 2012년 3월 31일. 2015년 5월 28일에 확인함.
5. 1 2 3  “마츠자카 토리가 신 켄쟈에서 새로운 영웅에”. 닛칸스포츠. 2011년 10월 1일에 확인함.
6. ↑  “Artist★Artist (아티스트★아티스트) 탑 코트 주재”. 에듀파. 2009년 4월 16일에 원본 문서에서 보존된 문서. 2014년 7월 29일에 확인함.
7. 1 2  “마츠자카 토리가 배우 데뷔 전대 시리즈의 주연으로”. 오리콘. 2011년 9월 28일에 확인함.
8. 1 2  “松坂桃李「覚悟が全然足りなかった」過去の後悔を告白 加藤浩次に感謝”. 2021년 10월 12일에 확인함.
9. 1 2  “마츠자카 토리가 제85회 키네마 준보 베스트 텐에서 신인 남우상 수상”. 《Web De-View》. 2012년 1월 16일. 2012년 1월 18일에 확인함.
10. 1 2  야마자키 노부코 (2011년 12월 10일). “고(故)·하라다 요시오 이례적인 요코하마 영화제 최우수 남우주연상 수상!”. 《MovieWalker》. 2012년 6월 27일에 원본 문서에서 보존된 문서. 2012년 1월 18일에 확인함.
11. 1 2  “마츠자카 토리, 이시하라 유지로 신인상도 겸허한 자세 마키코 부인이 극찬”. 영화.com. 2012년 12월 28일. 2014년 4월 4일에 확인함.
12. 1 2  “일본 아카데미상 우수상 결과 발표! 신인 배우상은 마츠자카 토리, 하시모토 아이 등이 선출”. cinemanet.cafe. 2013년 1월 23일. 2014년 4월 4일에 확인함.
13. 1 2  “마츠자카 토리, 남우주연상에 「들어 올리고 있다」 제22회 일본 영화 비평가 대상 시상식”. 영화.com. 2013년 5월 2일. 2014년 4월 4일에 확인함.
14. 1 2  “마츠자카 토리, “신사 곰” 역으로 외화 더빙 첫 도전 「신선한 자극에 흥분」”. 《ORICON STYLE》 (주식회사oricon ME). 2015년 10월 7일. 2015년 10월 7일에 확인함.
15. ↑  “마츠자카 토리와 토다 에리카가 결혼”. 《SANSPO.COM》 (산케이 디지털). 2020년 12월 10일. 2020년 12월 10일에 확인함.
16. 1 2 3  “이름의 유래에 대해”. M-Storiy (마츠자카 토리 공식 블로그). 2009년 2월 24일. 2010년 2월 15일에 원본 문서에서 보존된 문서. 2014년 7월 29일에 확인함.
17. ↑  나카야마 유이치로 (2015년 2월 3일). “마츠자카 토리, 본명 「토리」의 유래를 밝힌다”. 시네마투데이. 2015년 5월 28일에 확인함.
18. 1 2  “출연자 인터뷰 제1탄 시바 타케루 역의 마츠자카 도리!”. TV 아사히 《사무라이전대 신켄저》. 2011년 11월 21일에 확인함.
19. 1 2  “뭐아 이건!!”. M-Storiy (마츠자카 토리 공식 블로그). 2009년 2월 23일. 2011년 12월 7일에 원본 문서에서 보존된 문서. 2014년 7월 29일에 확인함.
20. ↑  “대학에서 가르치는 아버지, 고함치는 둘째의 마츠자카 토리 씨”. 아사히 신문. 2017년 1월 20일. 2017년 1월 19일에 원본 문서에서 보존된 문서. 2017년 1월 20일에 확인함.
21. 1 2  “마츠자카 토리 군과 스즈키 쇼고 군이 탁구 대결!  그 무대 뒤에서는……”. TV가이드. 2009년 12월 7일에 원본 문서에서 보존된 문서. 2015년 5월 28일에 확인함.
22. ↑  INLIFE 남자의 이력서 마츠자카 토리
23. ↑  “마츠자카 토리 “탤런트 기운 제로”의 수수하게 지내는 사생활을 분명히”. 시네마투데이. 2015년 1월 23일. 2015년 5월 28일에 확인함.
24. ↑  “마츠자카 토리 중학교 선배 초유명 아이돌, 합창제에서 대담한 성원”. 《나리나리 닷컴》. 2019년 9월 17일. 2020년 1월 21일에 확인함.
25. ↑  “배우·마츠자카 토리가 헬로 프로 괴짜! 츠루기 미키토 탁월한 코믹 에세이 「그 시절.」이 영화화 결정”. 《M-ON! MUSIC》. 2020년 1월 20일. 2020년 1월 21일에 확인함.
26. 1 2  “마츠자카 토리, 인생 최대의 결정은 대학을 그만 둔 것”. 시네마투데이. 2015년 7월 15일. 2015년 10월 5일에 확인함.
27. ↑  “한권만…”. M-Storiy (마츠자카 토리 공식 블로그). 2009년 2월 5일. 2014년 7월 29일에 원본 문서에서 보존된 문서. 2014년 7월 29일에 확인함.
28. ↑  “마츠자카 토리 오다 에이치로 씨의 사인을 자랑 「현관에 장식하고 있습니다」”. 데일리스포츠. 2021년 8월 21일. 2021년 8월 21일에 확인함.
29. ↑  “밋치.”. M-Storiy (마츠자카 토리 공식 블로그). 2009년 4월 18일. 2009년 4월 25일에 원본 문서에서 보존된 문서. 2014년 7월 29일에 확인함.
30. ↑  “BUMP OF CHICKEN 신곡이 영화 「갓챠맨」의 주제가에 주연의 마츠자카 토리도 대감격”. 《MANTANWEB》. 2013년 6월 21일. 2013년 9월 30일에 원본 문서에서 보존된 문서. 2013년 8월 31일에 확인함.
31. ↑  “안, 마츠자카 토리 등, BUMP OF CHICKEN 최초의 다큐멘터리 영화에 출연”. RBB TODAY. 2014년 10월 22일. 2014년 12월 4일에 확인함.
32. ↑  “취미에 대해 뜨겁게 이야기하는 마츠자카 토리에 산마 「너, 일 쉬어」”. 더 텔레비전. 2015년 10월 18일. 2015년 11월 26일에 확인함.
33. ↑  “스다 마사키, 마츠자카 토리가 멈추지 않는 「유희왕」 토크에 「뭐하러 왔어? (웃음)」”. 닛폰 방송. 2018년 1월 31일. 2020년 9월 5일에 확인함.
34. ↑  “마츠자카 토리, 「스다 마사키 ANN」 5회째 역시 폭주 이번에는 「유유백서」인”. 닛폰 방송. 2019년 10월 16일. 2020년 9월 5일에 확인함.
35. ↑  “프로그램으로부터의 소식 (긍정적인 소식)”. 닛폰 방송. 2019년 10월 2일. 2020년 9월 5일에 확인함.
36. ↑  “마츠자카 토리, 생일에 블로그 폐쇄를 발표 「하나의 이정표로」”. 시네마투데이. 2013년 10월 17일. 2015년 10월 5일에 확인함.
37. ↑  “마츠자카 토리, Twitter를 시작! 팔로워 3만명 돌파”. 시네마투데이. 2015년 9월 7일. 2015년 10월 5일에 확인함.
38. ↑  영화.com (2011년 12월 20일). “인기 만화 「왕과 나」영화화 스다 마사키가 주연 데뷔”. 2014년 5월 25일에 확인함.
39. ↑  모델프레스 (2014년 10월 13일). “다베 미카코 & 아야노 고 「피스 오브 케이크」추가 캐스트 발표”. 2014년 10월 13일에 확인함.
40. ↑  “영화 「DEATH NOTE」속편은 히가시데 마사히로, 이케마츠 소스케, 스다 마사키의 삼파전”. 코믹나탈리. 2016년 2월 5일. 2016년 2월 5일에 확인함.
41. ↑  ““혼코와”와 마츠자카 토리, 타카하타 미츠키가 “JRA” CM 출연 6명이 팀! 특별 드라마가 방송 결정”. 《더 텔레비전》 (KADOKAWA). 2020년 12월 12일. 2020년 12월 17일에 확인함.
42. ↑  “마츠자카 토리, 타카하타 미츠키가 「JRA」 CM 출연자가 SP 드라마에 집합 「혼코와」 제작진으로 태그”. 《ORICON NEWS》 (oricon ME). 2020년 12월 12일. 2020년 12월 17일에 확인함.
43. ↑  “마츠자카 토리가 니나가와 유키오 연출의 셰익스피어극에 처음 도전한다!”. 티켓피어. 2013년 1월 18일. 2013년 8월 31일에 확인함.
44. ↑  “마츠자카 토리가 무대 「사나다 10용사」 키리가쿠레 사이조 역에 육박하는 「비밀리의 숙명」”. 티켓피어. 2013년 8월 30일. 2014년 5월 27일에 확인함.
45. ↑  “마츠자카 토리 ~지금 눈앞에 있는 그 일은 언젠가 반드시 목표에 이르게”. DODA히트인 제조업체. 2014년 7월 17일. 2014년 7월 21일에 원본 문서에서 보존된 문서. 2014년 7월 22일에 확인함.
46. ↑  “창부·마츠자카 토리, 소유자·타카오카 사키에 이어 사츠카와 아이미, 무라오카 노조미, 안도 세이가 출연 결정 무대『콜보이』”. 극장 클립. 2016년 5월 2일. 2016년 9월 13일에 원본 문서에서 보존된 문서. 2016년 9월 1일에 확인함.
47. ↑  “R-15 지정 미우라 다이스케 연출 「콜보이」, 마츠자카 토리 「무대계에 남는 작품이 될 것」”. 스테이지 나탈리. 2016년 8월 25일. 2016년 9월 1일에 확인함.
48. ↑  “마츠자카 토리가 “살인 기계” 호칭에 걸맞는 연기를 선보이며 무대 「맥고완·트릴로지」 제네 프로 보고서”. 《SPICE》. 플러스. 2018년 7월 13일. 2018년 11월 16일에 확인함.
49. ↑  “「패딩턴 2」 일본 개봉은 18년 1월! 마츠자카 토리 등 일본판 캐스팅 연임 결정”. 《영화.com》. 2017년 7월 21일. 2017년 11월 16일에 확인함.
50. ↑  “뉴스”. 《영화 『몬스터 헌터』 공식 사이트》. 2021년 1월 14일에 확인함.
51. ↑  “마츠자카 토리, 「여유」라는 생각은 말아달라고...프로그램 레귤러 내레이터에 첫 도전”. 시네마투데이. 2015년 2월 25일. 2015년 2월 25일에 확인함.
52. ↑  “오구리 슌, 마츠자카 토리, 후쿠시 소타에 후지 계열 종전 특별 프로에 출연”. 더 텔레비전. 2015년 6월 21일. 2015년 10월 5일에 확인함.
53. ↑  “마츠자카 토리 아득한 실크로드 여행”. BS-TBS. 2017년 5월 31일에 확인함.
54. ↑  “마츠자카 토리 「각오가 전혀 부족했다」 과거의 후회를 고백 카토 코지에 감사”. 모델프레스. 2015년 11월 15일. 2015년 11월 26일에 확인함.
55. ↑  “마츠자카 토리와 인간형 로봇·NAO가 댄스 대결!”. 더 텔레비전. 2015년 2월 7일. 2015년 5월 28일에 확인함.
56. ↑  “마츠자카 토리, 2년 반 만에 올 나이트 닛폰 퍼스널리티 담당 「제정신입니까?」”. 영화 나탈리. 2021년 8월 17일. 2021년 8월 24일에 확인함.
57. ↑  “【신간】마츠자카 토리 완성 BOOK「Toring」”. TV LIFE. 2012년 10월 25일. 2013년 8월 30일에 원본 문서에서 보존된 문서. 2017년 9월 4일에 확인함.
58. ↑  “마츠자카 토리, 대단히 수줍은 첫 누드 모습 대담 피로”. 《SANSPO.COM》. 2011년 8월 18일. 2011년 9월 26일에 원본 문서에서 보존된 문서. 2014년 7월 29일에 확인함.
59. ↑  “마츠자카 토리, 복서 모습이 너무 귀여워! 「망상」 비주얼 북이 선보인”. 시네마투데이. 2016년 3월 4일. 2016년 3월 30일에 확인함.
60. ↑  “마츠자카 토리의 “망상”에 큰 반향! 인기의 망상 연재 기획이 제2탄 발매”. 마이 나비. 2018년 4월 12일. 2018년 11월 16일에 확인함.
61. 1 2  “마츠자카 토리의 인기 연재가 대망의 서적화! 팬 「이제 없다고 포기하고 있었던 만큼 좋은 소식」”. 다빈치 뉴스. 2016년 3월 11일. 2018년 11월 16일에 확인함.
62. ↑  “키키 키린, 사토 코이치, 마츠자카 토리 등 올해도 호화 수상자가 참석할 예정!  《오사카 시네마 페스티벌 2016》 베스트 텐 및 개인상을 수여!”. 피어 칸사이판WEB. 2016년 2월 1일. 2016년 2월 3일에 확인함.
63. ↑  “제39회 요코하마 영화제 2017년 일본 영화 개인상”. 2017년 12월 2일. 2017년 12월 4일에 확인함.
64. ↑  “마츠자카 토리, 보로조우킨 되면서도...이인 삼각의 매니저에 감사”. 영화.com. 2018년 11월 17일. 2018년 12월 14일에 확인함.
65. ↑  “요코하마 영화제에서 「아사코」가 6관왕, 신인상에 카라타 에리카, 요시자와 료, 키류 마이”. 영화 나탈리. 2018년 12월 1일. 2018년 12월 14일에 확인함.
66. ↑  “마츠자카 토리 「야쿠쇼 씨가 수상을」 남우주연상 / 영화 대상”. 닛칸스포츠 신문사. 2018년 12월 4일. 2018년 12월 14일에 확인함.
67. ↑  “블루 리본상 「거북이 중지」가 작품상, 감독상은 2년 연속 시라이시 카즈야”. 영화 나탈리. 2019년 1월 21일. 2019년 1월 29일에 확인함.
68. ↑  “제42회 일본 아카데미상 최우수 결정!”. 2019년 3월 1일. 2019년 3월 1일에 확인함.
69. ↑  “타케시가 선택한 도쿄 스포츠 영화 대상에서 「어느 가족」이 4관왕! 신인상 수상에 슈하마 하루미”. 영화 나탈리. 2019년 1월 30일. 2019년 1월 30일에 확인함.
70. ↑  “「고독한 늑대의 피」, 오사카 시네마 페스티벌에서 5관왕”. 산스포. 2019년 2월 1일. 2019년 2월 2일에 확인함.
71. ↑  “2018년 제92회 키네마 준보 베스트 텐”. 키네마 준보. 2019년 2월 4일. 2019년 2월 4일에 확인함.
72. ↑  “마츠자카 토리가 일본 아카데미상 최우수 남우주연상에! 작년의 눈물에서 일전, 당당히 연설. 최우수 남우조연상은 요시자와 료”. 《Movie Walker》. 무비 워커. 2020년 3월 7일. 2020년 4월 11일에 원본 문서에서 보존된 문서. 2020년 4월 11일에 확인함.